# 桶谷繁雄

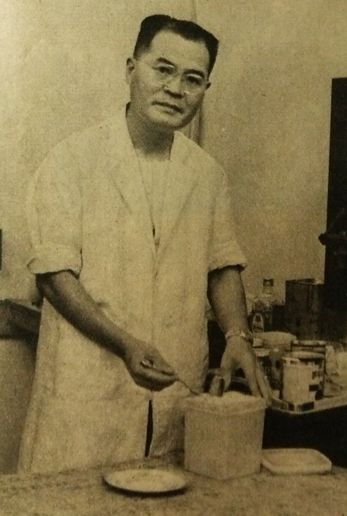
糠漬けの仕込み中（1954年）

桶谷 繁雄（おけたに しげお、1910年11月10日 - 1983年2月12日）は、日本の金属学者、科学・社会評論家。
東京工業大学名誉教授。専攻は金属結晶学。

## 来歴
桶谷清吉の長男として東京・浅草に生まれ、花柳界の中心地で育った。
暁星中学校で吉田健一と同級生。東京高校理科乙類で級長。このとき、同学年の理科甲類の級長が糸川英夫だったが、糸川の首席は「余力のあるトップ」で桶谷より遥かに優秀だったという。
東京帝国大学工学部冶金学科卒業後、フランス政府招聘留学生として1935年にブザンソン大学物理研究所に留学し、2年の滞在後、東大工学部副手を経て、1942年に東京工業大学助教授となる。
1949年にパリのフランス国立中央科学研究所研究員として再度留学。工学博士、東京工業大学教授を務め、名誉教授、京都産業大学教授。
1947年、春日 迪彦の筆名で、小説「フライブルグの宿」により夏目漱石賞佳作。パストゥールの評伝のほか、社会評論なども多く雑誌に寄稿した。
1961年11月15日、原水爆禁止日本協議会（原水協）が分裂し、「核兵器禁止平和建設国民会議」（核禁会議）が発足。議長に松下正寿、副議長に桶谷、和田春生、平林たい子、若原譲の4人、事務局長に寒河江善秋が選出された。
1979年2月24日、国際勝共連合と自民党の国防関係国会議員が中心となり、「スパイ防止法制定促進国民会議」が設立された。呼びかけ人は木内信胤、朝比奈宗源、宇野精一、郷司浩平、宝井馬琴、三輪知雄の6人。サンケイ会館で設立発起人総会が開かれ、桶谷は発起人に名を連ねた。

## 著書
- 『金属材料簡易鑑別法』（大雅堂） 1946
- 『愛の科学者』（日本科学社） 1947
- 『ルイ・パストゥールの生涯 愛の科学者』（日本科学社） 1948
- 『新しいパリ新しいフランス』（文藝春秋新社） 1952
- 『シャイロックのごとく』（読売新聞社、読売新書） 1953
- 『キュリー夫人』（講談社） 1954
- 『フライブルグの宿 科学と文学』（朝日新聞社、朝日文化手帖） 1954
- 『現代文明を担う人々』（新潮社、一時間文庫） 1955
- 『欧州スクーター旅行』（毎日新聞社） 1958
- 『逃亡将校』（角川書店） 1960
- 『ソ連 自動車旅行』（文藝春秋社） 1961
- 『金属と人間の歴史 - 日本人がつくりだしたもの、草薙剣・奈良大仏・日本刀・種子島』（講談社ブルーバックス） 1965、のち改題『金属と日本人の歴史』（講談社学術文庫） 2006
- 『現代に抗議する』（日本教文社） 1969
- 『電子線回折による金属炭化物の研究』（アグネ） 1971
- 『大新聞の虚像・実像』（日本教文社） 1974
- 『性悪説のすすめ 私の教育論』（日本経済通信社、NKTブックス） 1977
- 『二十一世紀に向かって 随筆集』（国鉄厚生事業協会） 1978
- 『逆転!!人間の否定へ 安全・公害問題にみる無理解とエゴイズム』（千代田書房） 1979
- 「フライブルグの宿」 1948 - 夏目漱石賞第一回受賞作品

## 翻訳
- 『ルヰ・パストゥール』（ヴァレリー・ラド、冨山房） 1941 、のち改題『パスツール伝』
- 『ル・マン自動車レース』（J・A・グレゴワール、集英社） 1963
- 『キュリー夫人』（ドーリー、講談社） 1972、のち少年少女講談社文庫、のち火の鳥伝記文庫
- 『シムノンとメグレ警視』（ジル・アンリ、河出書房新社） 1980

## テレビ出演
- 『松本清張シリーズ・黒い断層』第41回「青春の彷徨」（1961年、TBS） ※高垣家の客 役
- 『こんにゃく談義』（1957年4月13日、NHK）※ゲスト
- 『ダイハツクイズ そうですちがいます』（1962年、フジテレビ）※レギュラー解答者